# Ségalas (Lot-et-Garonne)
Ségalas is een gemeente in het Franse departement Lot-et-Garonne (regio Nouvelle-Aquitaine) en telt 168 inwoners (2005). De plaats maakt deel uit van het arrondissement Marmande.

## Geografie
De oppervlakte van Ségalas bedraagt 12,6 km², de bevolkingsdichtheid is 13,3 inwoners per km².
De onderstaande kaart toont de ligging van Ségalas (Lot-et-Garonne) met de belangrijkste infrastructuur en aangrenzende gemeenten.

## Demografie
Onderstaande figuur toont het verloop van het inwonertal (bron: INSEE-tellingen).